# Um Contrato com Deus
Um Contrato com Deus (A Contract with God) é uma graphic novel de autoria de Will Eisner (1917-2005). Foi publicada originalmente em 1978 pela Baronet em formato capa-dura e papel especial, limitado à 1,500 cópias. A versão atual tem 196 páginas. Embora a edição original seja creditada como a primeira obra a descrever-se como uma graphic novel, estudiosos descobriram que esse não é o caso.
Um Contrato com Deus consiste de quatro contos, todos situados em um cortiço no Bronx nos anos 30. Eisner utiliza seu talento de ilustrador para relatar as narrativas separadas, ligadas pelo tema comum da experiência imigratória .
Em sua introdução à obra, Eisner citou a influência dos livros de Lynd Ward, que produzia romances completos em xilogravura. As histórias relatadas são também auto-biográficas, com Eisner inspirado em suas lembranças de infância e nas de seus contemporâneos.
Um Contrato com Deus tem sido com frequência citada como a primeira graphic novel, no entanto, o cartunista Richard Kyle tinha usado o termo em 1964, em um ensaio publicado no fanzine Capa-Alpha, alem de ter aparecido na capa da The First Kingdom (1974) de Jack Katz, com quem Eisner se correspondia.
Foi publicado pela primeira vez no Brasil pela Editora Brasiliense, em 1988. A Devir Livraria relançou o álbum em junho de 2007.